# Okręg wyborczy Mid Lincolnshire
Okręg wyborczy Mid Lincolnshire powstał w 1868 r. i wysyłał do brytyjskiej Izby Gmin dwóch deputowanych. Okręg położony był w hrabstwie Lincolnshire. Został zlikwidowany w 1885 r.

## Deputowani do brytyjskiej Izby Gmin z okręgu Mid Lincolnshire
- 1868–1874: Weston Cracroft Amcotts
- 1868–1885: Henry Chaplin, Partia Konserwatywna
- 1874–1885: Edward Stanhope, Partia Konserwatywna